# Agdistis betica
Agdistis betica is een vlinder uit de familie vedermotten (Pterophoridae). De wetenschappelijke naam is voor het eerst geldig gepubliceerd in 1978 door Arenberger.
De soort komt voor in Europa.